# White Pine (Tennessee)
Pour les articles homonymes, voir White Pine.
White Pine est une municipalité américaine située dans le comté de Jefferson au Tennessee.
Selon le recensement de 2010, White Pine compte 2 196 habitants. La municipalité s'étend alors sur une superficie de 2,64 milles carrés (6,84 km2), dont une infime partie dans le comté voisin de Hamblen : 0,01 milles carrés (0,03 km2).
La localité aurait été nommée White Pine vers 1870, lors de la création d'un bureau de poste, en référence au pin blanc trônant en son centre. Elle devient une municipalité en 1893.